# Søren Sætter-Lassen
Søren Sætter-Lassen (* 11. Juli 1955 in Thorsted bei Horsens) ist ein dänischer Schauspieler.

## Leben
Sætter-Lassen wurde zwar in dem kleinen Ort Thorsted bei Horsens geboren, wuchs aber in der Viadukt Allé in Hellerup. Er absolvierte 1978 am Odense Teater eine Schauspielausbildung und war 1982 einer der Mitgründer des Grønnegårds Teatret. Sætter-Lassen spielte eine Vielzahl von Charakterrollen in verschiedenen Theatern. Ab 1990 war er auch am Det kongelige Teater tätig, wo er seine bekanntesten Theaterauftritte hatte und seit 1991 eine feste Anstellung bekam. Dort trat er unterem in den Stücken  Lang dags rejse mod nat, På Herrens mark, Don Ranudo, Don Carlos, Onkel Wanja, Jean de France, Tartuffe, Richard III. und Fanny und Alexander auf. Weiterhin trat er noch in Inszenierungen von Onsdag im Bristol Teatret, bei Klassefjenden im Aveny Teatret, in Mercedes am Rialto Teatret, Glengarry Glen Ross im Betty Nansen Teatret und zu Gud bevare Danmark am Østre Gasværk Teater auf.
Des Weiteren spielte er in vielen dänischen Film- und Fernsehproduktionen mit. Seine bekanntesten Serienrollen hatte er in den Fernsehserien in Een stor familie, Mor er major, Kald mig Liva, Bryggeren, TAXA und Unit One – Die Spezialisten. Ebenso spielte er mehreren in den Filmen mit, wie unter anderem 2002 in Dina – Meine Geschichte,  2005 in Oskar & Josefine und 2012 in Marie Krøyer.
Des Weiteren ist Sætter-Lassen ebenfalls als dänischer Synchronsprecher tätig, so sprach er 2000 in den Animationsfilmen wie in Hilfe! Ich bin ein Fisch, den Professor Mac Krell sowie in den computeranimierten Olsenbandenfilmen 2010 in Die Olsenbande in feiner Gesellschaft, den Hallandsen und 2013 in Die Olsenbande auf hoher See Bang Johansen. Weiterhin sprach Sætter-Lassen die dänische Stimme zu Filmen und Serien von Tim und Struppi sowie zu Fernsehwerbespots von Volkswagen.
Am 7. September 2012 brach er sich während einer Probe zu einer Szene in der Oper Lulu im Skuespilhuset seinem Unterschenkel und hatte mehrere Wirbelfrakturen.
Im Januar 2013 wurde er zum Kommandeur des Dannebrogordens ernannt.
Søren Sætter-Lassen war mit der Schauspielerin Vibeke Hastrup verheiratet und sie haben einen gemeinsamen Sohn, den Schauspieler Jens Sætter-Lassen. Seine Schwiegertochter ist die Schauspielerin Neel Rønholt.

## Auszeichnungen
- 1999: Teaterpokalen
- 2000: Reumert für die männliche Nebenrolle des Jahres in dem Stück Don Carlos
- 2003: Lauritzen-prisen[4]
- 2010: Reumert für die männliche Hauptrolle des Jahres in dem Stück Richard III

## Filmografie
- 1980: Der Augenblick (Øjeblikket)
- 1982: Pengene eller livet
- 1982–1983: Een stor familie
- 1984: Privatdetektiv Anthonsen (Anthonsen)
- 1985: Mor er major
- 1988: Ved vejen
- 1990: Dr. Dip
- 1990: Den er go
- 1991: Der Feind im Inneren (De nøgne træer)
- 1992: Mein allerbester Freund (Snøvsen)
- 1992: Kald mig Liva
- 1993: Schwarze Ernte (Sort høst)
- 1996: Balladen om Holger Danske
- 1997: Det store flip
- 1997: Taxa
- 1997: Bryggeren
- 1997: Wolfgang
- 1998: Mimi og madammerne
- 1998: Don Ranudo
- 1999: Deep Water – Im Sog der Angst (Dybt vand)
- 1999: In China essen sie Hunde (I Kina spiser de hunde)
- 1999: Klods Hans (Kurzfilm)
- 2001: Et rigtigt menneske
- 2002: Unit One – Die Spezialisten (Rejseholdet, Fernsehserie)
- 2002: Dina – Meine Geschichte (Jeg er Dina)
- 2005: Oskar & Josefine (Oskar og Josefine)
- 2005: Vores sensommer
- 2009: De vilde svaner
- 2000: Hilfe! Ich bin ein Fisch (Hjælp! Jeg er en fisk, Animationsfilm, dänischer Synchronsprecher als Professor Mac Krell)
- 2010: Die Olsenbande in feiner Gesellschaft (Olsen-banden på de bonede gulve, Animationsfilm, dänischer Synchronsprecher als Hallandsen)
- 2011: Klassefesten
- 2012: Marie Krøyer
- 2012: Kommissarin Lund – Das Verbrechen (Forbrydelsen, Fernsehserie)
- 2013: Die Olsenbande auf hoher See (Olsen Banden på dybt van, Animationsfilm, dänischer Synchronsprecher als Bang Johansen)
- 2014: 1864 – Liebe und Verrat in Zeiten des Krieges (1864, Fernsehserie)
- 2016: Der Tag wird kommen (Der kommer en dag)
- 2020: Unser Mann in Amerika (Vores mand i Amerika)